# Ouches
Ouches est une commune française située dans le département de la Loire en région Auvergne-Rhône-Alpes.

## Géographie

### Climat
Pour des articles plus généraux, voir Climat d'Auvergne-Rhône-Alpes et Climat de la Loire.
En 2010, le climat de la commune est de type climat océanique dégradé des plaines du Centre et du Nord, selon une étude du Centre national de la recherche scientifique s'appuyant sur une série de données couvrant la période 1971-2000. En 2020, Météo-France publie une typologie des climats de la France métropolitaine dans laquelle la commune est exposée à un climat de montagne ou de marges de montagne et est dans la région climatique Nord-est du Massif Central, caractérisée par une pluviométrie annuelle de 800 à 1 200 mm, bien répartie dans l’année.
Pour la période 1971-2000, la température annuelle moyenne est de 11,1 °C, avec une amplitude thermique annuelle de 16,7 °C. Le cumul annuel moyen de précipitations est de 727 mm, avec 9,6 jours de précipitations en janvier et 7 jours en juillet. Pour la période 1991-2020, la température moyenne annuelle observée sur la station météorologique de Météo-France la plus proche, « Roanne-Riorges_aéro », sur la commune de Saint-Léger-sur-Roanne à 3 km à vol d'oiseau, est de 11,8 °C et le cumul annuel moyen de précipitations est de 668,1 mm,. Pour l'avenir, les paramètres climatiques de la commune estimés pour 2050 selon différents scénarios d'émission de gaz à effet de serre sont consultables sur un site dédié publié par Météo-France en novembre 2022.

## Urbanisme

### Typologie
Au 1er janvier 2024, Ouches est catégorisée bourg rural, selon la nouvelle grille communale de densité à sept niveaux définie par l'Insee en 2022.
Elle est située hors unité urbaine. Par ailleurs la commune fait partie de l'aire d'attraction de Roanne, dont elle est une commune de la couronne,. Cette aire, qui regroupe 88 communes, est catégorisée dans les aires de 50 000 à moins de 200 000 habitants,.

### Occupation des sols
L'occupation des sols de la commune, telle qu'elle ressort de la base de données européenne d’occupation biophysique des sols Corine Land Cover (CLC), est marquée par l'importance des territoires agricoles (86,3 % en 2018), en diminution par rapport à 1990 (87,2 %). La répartition détaillée en 2018 est la suivante : 
prairies (82,8 %), zones urbanisées (11,8 %), zones agricoles hétérogènes (2,4 %), forêts (2 %), terres arables (1,1 %). L'évolution de l’occupation des sols de la commune et de ses infrastructures peut être observée sur les différentes représentations cartographiques du territoire : la carte de Cassini (XVIIIe siècle), la carte d'état-major (1820-1866) et les cartes ou photos aériennes de l'IGN pour la période actuelle (1950 à aujourd'hui).

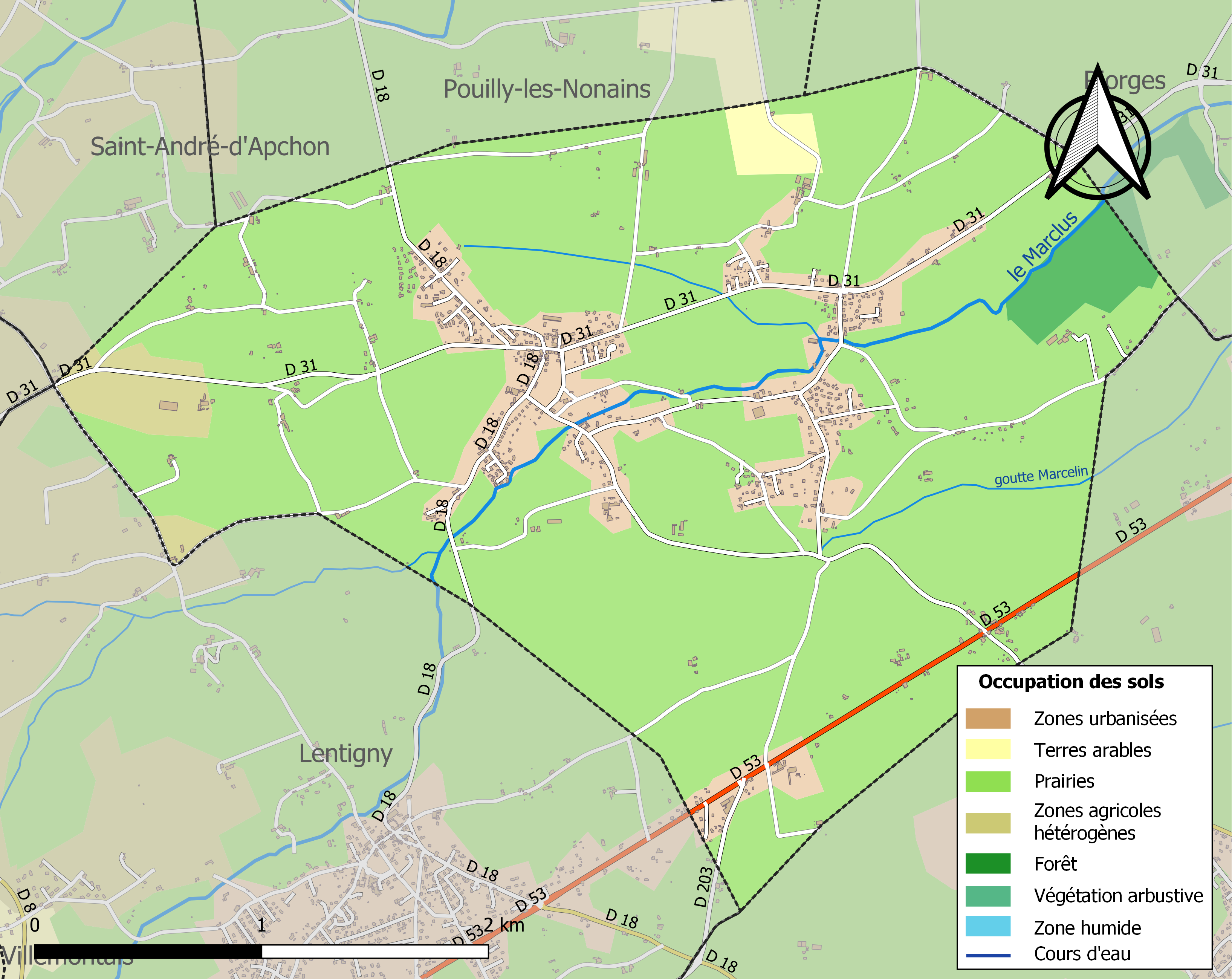
Carte des infrastructures et de l'occupation des sols de la commune en 2018 (CLC).

## Toponymie
Pluriel de Ouche : de l'ancien français oche, un mot d’origine gauloise qui a désigné un « jardin enclos dans une bonne terre ». Terrain, généralement de bonne qualité, proche de l'habitation , servant de potager, de verger ou de petit pâturage.

## Histoire
Ouches était le fief du Forez au XIIIe siècle.
Depuis le 1er janvier 2013, la communauté de communes de l'Ouest roannais, dont faisait partie la commune, a été absorbée d'autorité dans l'EPCI (établissement public de coopération intercommunale) appelé Roannais Agglomération rassemblant 40 communes autour de la ville centre : Roanne.

## Politique et administration
| Période | Période  | Identité         | Étiquette | Qualité        |
| ------- | -------- | ---------------- | --------- | -------------- |
| 1977    | 1989     | Antonin Goutille |           |                |
| 1989    | 1991     | Jean Vernay      |           |                |
| 1991    | 2014     | François Crouzet | DVD       | Juriste        |
| 2014    | 2020     | Andrée Larmignat |           | Retraité       |
| 2020    | En cours | Yves Chambost    |           | Cadre bancaire |

## Démographie
L'évolution du nombre d'habitants est connue à travers les recensements de la population effectués dans la commune depuis 1793. Pour les communes de moins de 10 000 habitants, une enquête de recensement portant sur toute la population est réalisée tous les cinq ans, les populations de référence des années intermédiaires étant quant à elles estimées par interpolation ou extrapolation. Pour la commune, le premier recensement exhaustif entrant dans le cadre du nouveau dispositif a été réalisé en 2004.

En 2022, la commune comptait 1 150 habitants, en évolution de −1,2 % par rapport à 2016 (Loire : +1,32 %, France hors Mayotte : +2,11 %).
| 1793 | 1800 | 1806 | 1821 | 1831 | 1836 | 1841 | 1846 | 1851 |
| ---- | ---- | ---- | ---- | ---- | ---- | ---- | ---- | ---- |
| 280  | 237  | 302  | 310  | 401  | 407  | 394  | 391  | 368  |

| 1856 | 1861 | 1866 | 1872 | 1876 | 1881 | 1886 | 1891 | 1896 |
| ---- | ---- | ---- | ---- | ---- | ---- | ---- | ---- | ---- |
| 380  | 401  | 412  | 429  | 438  | 448  | 481  | 523  | 540  |

| 1901 | 1906 | 1911 | 1921 | 1926 | 1931 | 1936 | 1946 | 1954 |
| ---- | ---- | ---- | ---- | ---- | ---- | ---- | ---- | ---- |
| 540  | 526  | 506  | 441  | 431  | 444  | 475  | 427  | 461  |

| 1962 | 1968 | 1975 | 1982 | 1990  | 1999  | 2004  | 2006  | 2009  |
| ---- | ---- | ---- | ---- | ----- | ----- | ----- | ----- | ----- |
| 448  | 523  | 753  | 929  | 1 002 | 1 015 | 1 121 | 1 149 | 1 116 |

| 2014  | 2019  | 2022  | - | - | - | - | - | - |
| ----- | ----- | ----- | - | - | - | - | - | - |
| 1 149 | 1 154 | 1 150 | - | - | - | - | - | - |

## Culture locale et patrimoine

### Lieux et monuments

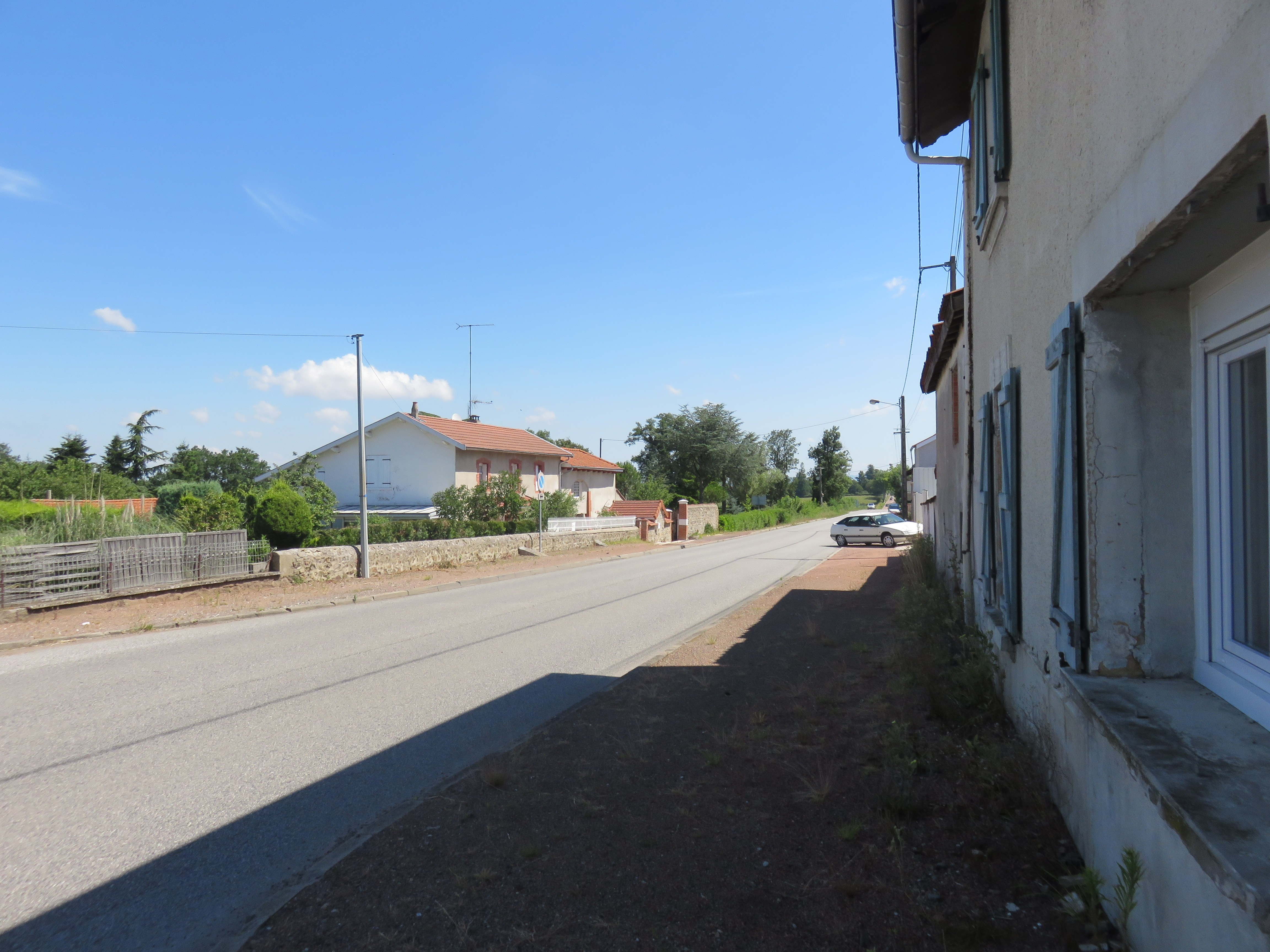
La route départementale 53 au lieu-dit Le Cabaret de l'Âne.

- L'intersection du 46e parallèle nord et du 4e méridien à l'est de Greenwich se trouve sur le territoire de la commune (voir aussi le Degree Confluence Project).
- L'église Saint-Georges d'Ouches, romane.
- La Tour ronde, seul vestige du Château des Semur.
- Le Pont du Diable : petit ouvrage d'art du XIXe siècle sur lequel la route de Riorges à Villerest franchissait un bief venant du Château d'Origny et qui est situé à l'intersection de la nouvelle route de Saint-Alban ou RD 31, de l'ancienne route d'Ouches et du chemin dit du Pont du Diable, le tout sur la commune de Riorges.
- Château des Ormes.
- Le restaurant gastronomique Le Bois sans feuilles, tenu par Michel Troigros, classé trois étoiles au Guide Michelin depuis 1968 et qui est aujourd'hui le plus vieux restaurant 3 étoiles Michelin en France.

### Héraldique
|  | Les armoiries de Ouches se blasonnent ainsi : Coupé ; au premier parti au I de sinople à la tour d’or, ouverte et ajourée du champ, maçonnée de sable, au II de sable à la croix estrée d’or, brisé d’un lambel de gueules en chef, au second de sinople à la coquille d’or ; à la fasce ondée cousue d’azur, brochant sur la partition, chargée de trois grenouilles contournées au naturel. |

### Évènements annuels
- La fête patronale a lieu un dimanche proche du 23 avril, fête de Saint-Georges (nom de la rue située à côté de la place fête foraine).
- Un marché aux puces, organisé par le comité des fêtes, se tient chaque année tous les 3es dimanches du mois d'avril (le lendemain de la fête patronale).

### Personnalités liées à la commune
La commune accueille l'établissement de restauration principal de la famille Troisgros.